# Morten Fevang
Morten Fevang, né le 6 mars 1975 à Sandefjord en Norvège, est un footballeur international norvégien Il évolue comme arrière droit après avoir longtemps joué comme milieu droit.

## Sélection nationale
- Norvège : 1 sélection

Morten Fevang est appelé pour la première fois le 25 mai 2009 à l'âge de 34 ans.
Il fête sa première et unique sélection le 10 juin 2009 contre les Pays-Bas en match qualificatif pour la Coupe du monde 2010. Les norvégiens s'inclinent par 2 à 0.

## Palmarès
ODD Grenland
- Vainqueur de la Coupe de Norvège (1) : 2000